# 宋晞
宋晞（1920年—2007年3月22日），浙江省麗水縣人，臺灣史學家。宋氏畢業於國立浙江大學史地系，曾獲浙大碩士，美國哥倫比亞大學碩士，韓國建國大學榮譽博士學位。

## 簡述
宋晞早年追隨國民黨黨國大老，地理學者張其昀來臺，任職於革命實踐研究院、國防研究院，並曾赴美擔任中華民國教育部文化參事。稍後則協助張其昀參與籌組中國文化學院一事，歷任中國文化大學史學系主任、史學研究所所長、文學院院長、第四任校長，著作頗豐，為知名的宋史學者。2007年3月22日，因車禍於臺北松山國軍總醫院離世。

## 成就
宋晞為著名學者陳樂素（陳垣之子）之高足，長於宋史研究，旁及史學史、方志學，其代表作品有《宋史研究論叢》、《旅美論叢》、《中國現代史論叢》等十餘種，發表論文近百篇。

## 知名受業
- 佛光大學人文學院院長李紀祥
- 中國文化大學史學系主任王綱領

中國文化大學史學系暨研究所系主任兼所長韓桂華（页面存档备份，存于）
- 淡江大學歷史系主任黃繁光
- 國立新竹教育大學學務長江天健
- 經國管理暨健康學院副校長鄭俊彬